# Pared magnética
Una pared magnética es un espacio de transición que separa dos zonas con magnetizaciones diferentes, conocidas como dominios magnéticos o dominios de Weiss, en los materiales ferromagnéticos.

### Descripción
Dentro de los materiales ferromagnéticos se forman regiones con magnetizaciones orientadas según ejes particulares, como los ejes de anisotropía. La pared es el espacio que separa estos dominios magnéticos, permitiendo obtener una zona donde el cambio entre vectores de magnetización no sean abruptos. La formación de la pared permite que la energía libre del sistema pueda alcanzar un nivel mínimo, siguiendo las leyes de la termodinámica. 
En el caso de una pared abrupta (cambio radical de dirección de magnetización entre dos dominios), se puede escribir que la energía de la pared es: 
{\displaystyle E_{pared}={\frac {4JS^{2}}{a^{2}}}\simeq {\frac {2A}{a}},}donde J es la constante de intercambio, S es el spin, a es el parámetro de red del cristal y  A es la rigidez de intercambio.  
Esta fórmula permite obtener un valor típico de unos 0,1 J.m-2 para la energía. 
En el caso de una pared magnética donde ocurre una transición de 180º entre momentos magnéticos, se puede obtener el resultado aproximativo siguiente: 
{\displaystyle E_{pared}\simeq {\sqrt {AK_{1}}}\thicksim 1mJ.m^{-2}}
Este resultado permite de confirmar el hecho de que la formación de la pared magnética disminuye la energía del sistema.  

## Tipos de paredes
Existen dos tipos de paredes magnéticas: paredes de Bloch y paredes de Néel. Ambos difieren en la manera en que los momentos magnéticos varían de orientación con respecto a la pared. 

### Pared de Bloch
La pared de Bloch tiene la propiedad de que la transición de un momento magnético a otro según el plano de la pared. 

### Pared de Néel
De la misma manera que la pared de Bloch, los momentos magnéticos cambian de dirección según un plano, el cual es el plano de magnetización. Este plano será definido por la estructura misma del material ferromagnético.
- Datos: Q56378499